# تیپو (میسیسیپی)
تیپو (به انگلیسی: Tippo) یک منطقهٔ مسکونی در ایالات متحده آمریکا است که در شهرستان تالاهاتچی، میسیسیپی واقع شده‌است. تیپو ۴۳٫۸۹ متر بالاتر از سطح دریا واقع شده‌است.